# Rossinyol de Taiwan
El rossinyol de Taiwan (Tarsiger johnstoniae) és una espècie d'ocell de la família dels muscicàpids (Muscicapidae) endèmic de l'illa de Taiwan. El seu estat de conservació es considera de risc mínim.